# 알렉시스 아켓
알렉시스 아퀘트(Alexis Arquette, 1969년 7월 28일 ~ 2016년 9월 11일)은 미국의 배우이다.

## 출연 작품
- 트란즈로코 (2013)
- 하드 브레이커스 (2010)
- 알렉시스 아퀘트: 쉬즈 마이 브라더 (2007)
- 허버트 셀비 주니어: 더 나은 내일이 있을것이다 (2005)
- 독타운의 제왕들 (2005)
- 와사비 투너 (2003)
- 더 트립 (2002)
- 스펀 (2002)
- 투모로우 바이 미드나잇 (2001)
- 클럽랜드 (1999)
- 쉬즈 올 댓 (1999)
- 러브 킬스 (1998)
- 일리언 5 (1998)
- 사탄의 인형 4 - 처키의 신부 (1998)
- 웨딩 싱어 (1998)
- 아이 씽크 아이 두 (1997)
- 굿바이 아메리카 (1997)
- 씽스 아이 네버 톨드 유 (1996)
- 피카소를 만난 적이 있나요 (1996)
- 썸타임 데이 컴 백 2 (1996)
- 프리스크 (1995)
- 아멜리아 (1995)
- 프랭크와 제시 (1995)
- 증오 (1995)
- 사랑의 삼각관계 (1994)
- 판도라의 상자 (1994)
- 프렌즈 (1994)
- 펄프 픽션 (1994)
- 그리프 (1993)
- 킬링 박스 (1993)
- 잭 비 님블 (1993)
- 점핑 앳 더 본야드 (1992)
- 미라클 비치 (1992)
- 격정의 우정 (1992)
- 생쥐와 인간 (1992)
- 브룩클린으로 가는 마지막 비상구 (1989)